# Socialisme met Chinese karakteristieken
Socialisme met Chinese karakteristieken is de officiële term voor de gemengde economie van de Volksrepubliek China die overgaat van een economie die gebaseerd is op publiek bezit van productiemiddelen naar een economie die zowel publieke als privé-bedrijven toelaat.
De regering van China houdt vol dat ze het marxisme niet achter zich heeft gelaten, maar dat ze vele marxistische termen herdefinieert om ze zo aan te passen aan het huidige economische klimaat. De de facto enige Chinese politieke partij, de Communistische Partij van China (CCP), haalt aan dat socialisme niet onverenigbaar is met dit economisch beleid. Volgens het huidige Chinees communistisch denken, is China in het eerste stadium van het socialisme en deze herdefiniëring laat het land toe zijn economisch beleid zo aan te passen, dat dit buitenlands kapitaal aantrekt, nodig voor de ontwikkeling van “een geïndustrialiseerde natie.” Dit zorgt ervoor dat velen zich afvragen of de Chinese gemengde economie echt zoveel verschilt van het kapitalisme, de gemengde economie van het Westen.

## De marxistische theorie
Volgens de marxistische theorie, gaat de geschiedenis van een maatschappij door een aantal stadia, van slavenmaatschappij naar feodale maatschappij naar socialistische maatschappij naar communistische maatschappij. Volgens de maoïstische theorie was de revolutie van 1949 een onomkeerbare stap van feodaliteit naar socialisme. De CCP voert aan dat om deze reden China nog steeds socialistisch is.
Het beleid van de CCP is, onder het socialisme, een kapitalistische industrialisatie simuleren om de economie te laten groeien, en op deze manier geleidelijk naar een communistische samenleving over te gaan. Dit laat China toe om zowat elk economisch beleid dat ze wil door te voeren zonder in de knoop te komen te liggen met de eigen theorieën. Deze ideologische toevoeging op het oorspronkelijke marxisme-leninisme noemt de CCP  "Marxisme-Leninisme, in het gedachtegoed van Mao Zedong, met de theorie van Deng Xiaoping".
Deze oplossing zorgt echter voor een ander probleem: Als de CCP geen enkele theorie of zelfs geen algemene richtlijnen gebruikt voor wat een sociale economie eigenlijk inhoudt, hoe neemt ze haar economische beslissingen dan? Het antwoord van de CCP is Deng Xiaopings gezegde te gebruiken: "Zoek de waarheid uit feiten en doe gewoon wat lijkt te werken".
Er is nog een laatste probleem waarmee de CCP nog steeds worstelt, namelijk het feit dat het marxisme beweert een exacte, welomlijnde wetenschappelijke theorie te zijn die handelt over sociale en economische ontwikkeling, de Chinese herformulering daarentegen mist duidelijk deze kwaliteiten. Het is moeilijk voor de Chinese regering om haar legitimiteit te baseren op een theorie die niet veel meer betekent dan “doe gewoon wat goed lijkt.”

## Uitspraken
In Necessary Chinese Illusions staat:

De Chinese professor Han Deqiang bestudeerde in zijn paper Chinese Cultural Revolution: Failure and Theoretical Originality de nalatenschap van het communisme in China. Han toonde goed aan hoe de communistische revolutionaire regering van bij het begin geïnfiltreerd werd door een kapitalistische fractie die zichzelf in het bureaucratisch systeem genesteld heeft. Prominent onder die bureaucraten was Deng Xiaoping.

Deng Xiaoping zelf zei op 30 juni 1984:

“Wat is socialisme en wat is Marxisme? We waren hierover niet duidelijk genoeg in het verleden. Marxisme hecht het meeste belang aan het ontwikkeling van de productieve krachten. We hebben gezegd dat socialisme de eerste stap naar het communisme is en dat in een verdere stap het principe zal worden toegepast dat iedereen moet leveren volgens zijn mogelijkheden en moet ontvangen volgens zijn noden, dit vraagt om ver ontwikkelde  productieve krachten en een grote overvloed aan materiële rijkdom. Daarom is de verdere ontwikkeling van de productieve krachten de fundamentele taak in het socialistisch stadium. De superioriteit van het socialistisch systeem wordt in de laatste analyse aangetoond door de snellere ontwikkeling van die krachten dan ze doen onder het kapitalistisch systeem. En, als de productieve kracht zich verder ontwikkelt, zo ook zal het bezit van het volk en het culturele leven verbeteren. Een van onze tekortkomingen na de stichting van de Volksrepubliek China was dat we niet genoeg aandacht besteedden aan de ontwikkeling van onze productieve krachten. Socialisme betekent de eliminatie van armoede. Pauperisme is geen socialisme, en zeker geen communisme.

Wang Yu zei namens de CCP in januari 2004: 

De productie stagneerde voor lange tijd. Er was maar weinig verbetering van levenskwaliteit en de kloof tussen China en andere, ontwikkelde economieën werd breder en breder. Al deze zaken zorgden ervoor dat Chinese communisten zich dezelfde vragen keer op keer stelden:Waar in godsnaam was de superioriteit van het socialisme gebleven? Wat is revolutie en wat is zijn doel? De theorie van het bouwen van socialisme met Chinese karakteristieken, die de verdere ontwikkeling van de productieve krachten als fundamentele taak heeft, zag het levenslicht te midden en als een gevolg van deze reflecties en overzichten.